# Sopwith Dolphin
Le Sopwith 5F.1 était un avion de chasse britannique construit par la Sopwith Aviation Company. Il fut utilisé par le Royal Flying Corps et son successeur la Royal Air Force pendant la Première Guerre mondiale. Le Dolphin entra en service au début de 1918 et se révéla être un excellent chasseur. Il resta brièvement en service après la guerre.

## Conception et développement

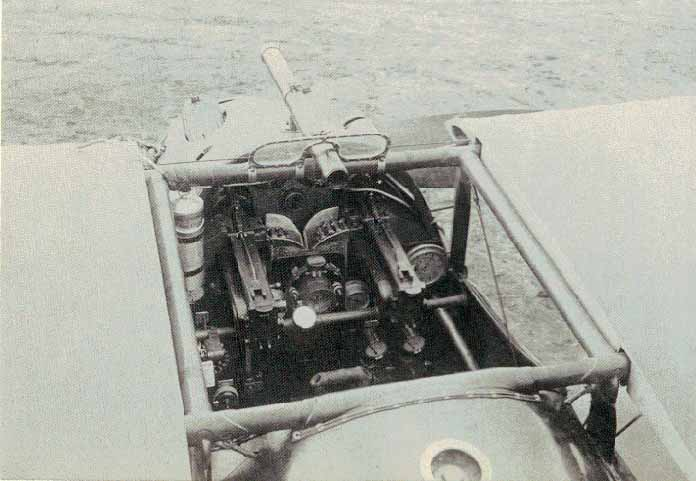
Le poste de pilotage du Dolphin.

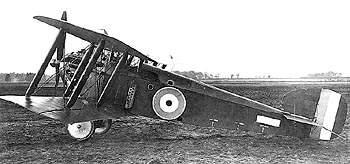
Troisième prototype du Dolphin.

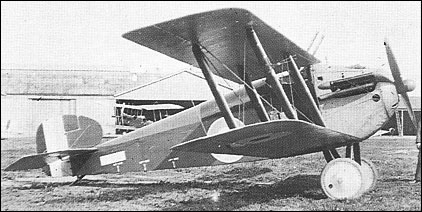
Le troisième prototype à Brooklands Airfield.

Au début de 1917 l'ingénieur en chef de Sopwith, Herbert Smith, commença à travailler sur un nouveau chasseur (désigné Sopwith 5F.1) motorisé par un Hispano-Suiza HS-8B. Il en résulta le Dolphin (Dauphin), un biplan monoplace. Les plans supérieurs étaient rattachés à un cadre en acier placé au-dessus du cockpit. Afin de maintenir le centre de gravité, le plan inférieur fut avancé de 33 cm, donnant son apparence caractéristique au Dolphin. La tête du pilote se trouvait au milieu du cadre, offrant une excellente visibilité. Les pilotes débutants avaient néanmoins du mal à garder l'appareil en palier, le nez de l'appareil n'étant pas visible du poste de pilotage. Celui-ci était confortable et chaud, car des conduits du circuit de refroidissement l'encadraient.
Le premier prototype du Dolphin était motorisé par un HS-8 de 150 ch et était équipé d'un large radiateur frontal. Le pilote d'essais Harry Hawker effectua le premier vol le 23 mai 1917. Au début juin, le prototype fut envoyé à Martlesham Heath pour des essais officiels. Le 13 juin, il fut envoyé à Saint-Omer en France pour des essais au front. Plusieurs pilotes, dont Billy Bishop, évaluèrent le prototype et en furent satisfaits. Le 28 juin 1917, le Ministry of Munitions passa commande de 200 appareils auprès de Sopwith et 200 autres chez Darracq Motor Engineering Co.
Le second prototype disposait d'un radiateur placé sur l'aile supérieure au lieu du radiateur frontal. Des percées furent ajoutées au ailes inférieures afin d'améliorer la visibilité vers le bas. Ces modifications ne donnèrent pas satisfaction et ne furent pas conservées sur les modèles suivants. Les troisième et quatrième prototypes incorporaient d'autres modifications au niveau du radiateur, de la partie supérieure du fuselage, de la dérive et de la profondeur. La configuration du quatrième prototype fut retenue pour les appareils de série, dont la production commença en octobre 1917. Cent-vingt-et-un appareils furent livrés avant la fin de l'année.

## Histoire opérationnelle
Le Dolphin devint opérationnel avec les Squadron 19 et 78 en février 1918, suivis des Squadrons 87 et 23 en mars. Les débuts du nouveau chasseur furent marqués par des incidents, plusieurs pilotes belges et britanniques les ayant attaqués après les avoir confondus avec des appareils allemands. Pendant plusieurs semaines, les pilotes de Dolphin furent particulièrement vigilants en opérant près d'autres chasseurs alliés.
Les pilotes de Dolphin émirent des réserves quant à la configuration de l'appareil, craignant d'être blessés au cou ou à la tête en cas de crash. Les premiers appareils furent souvent modifiés par l'ajout d'arceaux en acier protégeant la tête du pilote en cas de retournement. En pratique, il s'avéra que cette crainte était largement infondée, et les arceaux de retournement furent retirés des appareils en service (en revanche, ils furent souvent conservés sur les appareils d'entraînement).

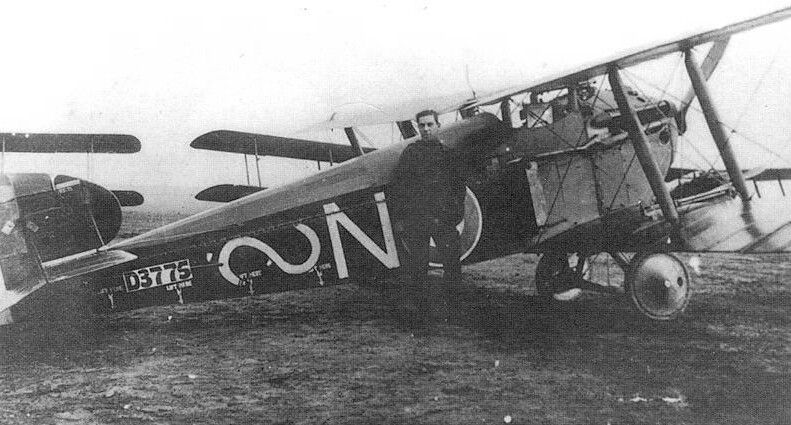
Dolphin du No 87 Squadron montrant la mitrailleuse Lewis fixée sur le plan inférieur.

En dépit de problèmes de jeunesse, le Dolphin devint un appareil efficace et généralement apprécié de ses pilotes. Il était rapide, manœuvrable et facile à piloter, malgré un décrochage brutal. Lorsqu'il fonctionnait correctement, le moteur HS-8 lui conférait d'excellentes performances à haute altitude. Pour cette raison, le Dolphin était souvent employé pour intercepter les Rumpler C.VII de reconnaissance allemands, qui opéraient régulièrement à plus de 20 000 pieds. Le No 87 Squadron testa l'emploi de respirateurs à oxygène pour les vols à haute altitude mais ceux-ci furent abandonnés lorsqu'on s'aperçut que les réservoirs d'oxygène explosaient lorsqu'ils étaient atteints par les balles ennemies. Le No 87 Squadron fut l'unité qui eût le plus de victoires avec le Dolphin, remportant 89 victoires aériennes. Les pilotes du No 79 Squadron remportèrent 64 victoires en huit mois et demi. Les deux plus grand as sur Dolphin faisaient partie du No 79 Squadron : le Captain Francis W. Gillet, un américain qui remporta 20 victoires sur Dolphin, et le Lieutenant Ronald Burns Bannerman (en), un néo-zélandais qui en obtint 17. Un autre as notable, le Major Albert Desbrisay Carter (en) du No 19 Squadron, obtint 13 de ses 29 victoires homologuées sur le Dolphin.
Quatre Squadrons de la Royal Air Force utilisèrent le Dolphin comme principal appareil, tandis que d'autres l'utilisèrent en plus petits nombres. Le No. 1 (Fighter) Squadron canadien fut formé sur Dolphin mais ne devint opérationnel qu'après l'armistice.
En octobre 1918, l'American Expeditionary Force fit l'acquisition de 5 Dolhin Mk I pour évaluation et en envoya quatre aux États-Unis.

### Problèmes de moteurs
La rareté et le manque de fiabilité du HS-8B fut la source de la plupart des problèmes du Dolphin. L'absence d'un métal suffisamment solide pour les pignons fut à l'origine de nombreuses casses du réducteur, particulièrement avec les moteurs fabriqués par la firme française Brasier. Le moteur souffrait également de problèmes de lubrification. La faible disponibilité des moteurs HS-8 et la priorité accordée aux appareils français ralentirent la production du Dolphin, mais celle-ci s'accéléra avec la livraison de moteurs produits par la firme française Emile Mayen et commandés par l'Amirauté britannique.

### Utilisation des mitrailleuses Lewis

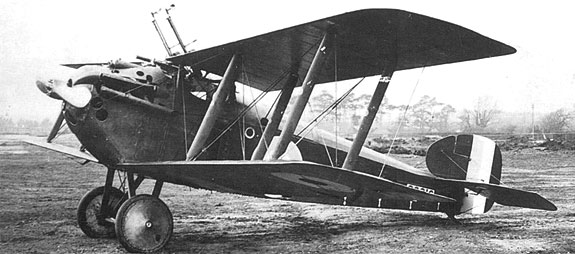
Dolphin équipé de deux mitrailleuses Lewis flexibles et d'un viseur Norman.

Le Dolphin était armé de deux mitrailleuses Vickers synchronisées et d'une ou deux mitrailleuses Lewis sur un affût flexible monté sur une traverse de la cabane. Ce montage donnait trois inclinaisons possibles à l'arme, ainsi qu'un léger débattement latéral. Le montage ne remporta pas un grand succès car il était difficile de viser avec et il avait tendance basculer et à frapper le visage du pilote. Les pilotes craignaient également de percuter la crosse de l'arme en cas de crash. La plupart des pilotes se débarrassèrent donc de l'installation, bien que quelques-uns aient continué à l'utiliser contre les appareils de reconnaissance.
Des pilotes du No 87 Squadron montèrent des mitrailleuses Lewis fixes sur l'extrados du plan inférieur, tirant en dehors du cercle de l'hélice. Ces dernières pouvaient tirer des munitions incendiaires, qui ne pouvaient pas être utilisées sur les Vickers synchronisées. Cependant ces armes ne pouvaient ni être rechargées ni être désenrayées en vol. Cette modification ne devint pas standard.

### L'après-guerre
Le Dolphin fut rapidement retiré du service après l'armistice. Les Squadrons 19 et 87 furent démobilisés en février 1919, suivis du No. 23 Squadron en mars. La dernière unité de la RAF à utiliser le type fut le No 79 Squadron, basé à Bickendorf en Allemagne avec les troupes d'occupation. L'escadrille fut démobilisée en juillet 1919.
Le No. 1 (Fighter) Squadron, qui utilisa simultanément des S.E.5a, des Sopwith Snipe et des Fokker D.VII capturés fut dissous le 28 janvier 1920. Bien que retirés du service dans l'armée de l'air canadienne, quelques Dolphin furent envoyés au Canada.
Un seul Dolphin fut converti pour une utilisation civile. En 1920, Handley Page Ltd. fit l'acquisition du D5369 et l'utilisa comme démonstrateur sous l'immatriculation G-EATC. Il fut revendu en 1923.
Les derniers Dolphin à combattre furent les 10 exemplaires utilisés par les forces polonaises lors de la guerre russo-polonaise de 1920. À partir d'août 1920, ces appareils furent principalement utilisés pour l'attaque au sol lors de la bataille de Varsovie et au cours d'opérations ultérieures. À cause du manque de pièces de rechange, ils se retrouvèrent rapidement cloués au sol. En octobre 1920, deux Dolphin polonais furent prêtés à l'armée de l'air ukrainienne pour combattre les troupes soviétiques, avant d'être rendus à la Pologne en février 1921.

## Production et essais
Un total de 2 072 Dolphin Mk I furent produits par Sopwith, Darracq Motor Engineering Co. et Hooper & Co. Environ 1500 appareils étaient stockés en attente d'un moteur au moment de l'armistice, et furent finalement envoyés à la ferraille.
Deux variantes du Dolphin étaient prévues. La firme française SACA (Société Anonyme des Constructions Aéronautiques) entama la production sous licence du Dolphin Mk II en 1918. La RAF ne s'intéressait pas à cette variante, destinée à l'armée de l'air française et à l'US Army Air Service. Le moteur HS-8F sans réducteur de 300 ch lui conférait une vitesse maximale de 225 km/h et un plafond de 8 047 m (24 600 pieds). Le nouveau moteur était considérablement plus grand que la version HS-8B et nécessita un capot moteur bulbeux et élargi qui recouvrait entièrement les mitrailleuses. Le Mk II possédait également un réservoir d'essence supplémentaire, un stabilisateur horizontal à incidence variable, une cellule renforcée et un échappement allongé. L'Air Service prévoyait de recevoir plus de 2000 Mk II avant la fin de l'été 1919, mais seuls quelques-uns furent livrés avant l'Armistice.
Entretemps, les problèmes récurrents liés au mécanisme de réduction du HS-8B de 200 ch donnèrent lieu au développement du Dolphin Mk III, utilisant une version sans réducteur du HS-8. Le Mk III fit son premier vol en octobre 1918, la production démarrant à la fin des hostilités. De nombreux Dolphin furent convertis au standard Mk III par des centres de réparations en retirant le mécanisme de réduction et en installant un capot moteur modifié.

## Répliques modernes
Aucune cellule connue de Dolphin n'a survécu à ce jour mais au moins deux répliques existent.
Un Dolphin est en cours de construction au Royal Air Force Museum de Cosford en Angleterre. Cette réplique comporte des éléments des appareils D5329 et C3988.
Une autre réplique de Dolphin a été construite par Cole Palen pour le Old Rhinebeck Aerodrome (en) dans l'État de New York. Celle-ci est motorisée par un moteur HS-8 sans réducteur.

## Variantes
Dolphin Mk IPrincipale version de production, motorisée par un HS-8B de 200 ch avec réducteur.
Dolphin Mk IIVersion fabriquée sous licence en France, motorisée par un HS-8F de 300 ch sans réducteur.
Dolphin Mk IIIVersion motorisée par un HS-8B de 200 ch sans réducteur.

## Utilisateurs
- Canada
- Pologne
- Royaume-Uni
- Ukraine
- États-Unis